# Cryptochironomus pankratovae
Cryptochironomus pankratovae är en tvåvingeart som först beskrevs av Kasymov 1964.  Cryptochironomus pankratovae ingår i släktet Cryptochironomus och familjen fjädermyggor. Inga underarter finns listade i Catalogue of Life.